# Tritea (Lócride)

Mapa de la zona de Grecia central donde se ubican algunas de las principales ciudades de la antigua Lócride. Tritea se ubicaba en la Lócride Ozolia.

Tritea (griego, Τριταία) fue una antigua ciudad griega de los locrios ozolios. 
Sus habitantes son citados en el marco de la guerra del Peloponeso puesto que, según Tucídides, los triteos formaron parte de las ciudades de Lócride Ozolia que se vieron obligadas a entregar rehenes al ejército lacedemonio que en el año 426 a. C., estaba bajo el mando de Euríloco.
Se han hallado varias inscripciones que mencionan la ciudad. Una de ellas se refiere a un convenio de sympoliteia firmado con la ciudad limítrofe de Caleo, según el cual los habitantes de cada una de las ciudades podían poseer terrenos o arrendarlos en la ciudad vecina.
Se localiza en la población actual de Penteoria.